# Обратни хиперболични функции
Обратните хиперболични функции са група математически функции, обратни на хиперболичните функции, които в някои отношения са аналогични на обратните тригонометрични функции. Обикновено се използват шест обратни хиперболични функции – хиперболичен аркуссинус, хиперболичен аркускосинус, хиперболичен аркустангенс, хиперболичен аркускосеканс, хиперболичен аркуссеканс и хиперболичен аркускотангенс.
За дадена стойност на хиперболичната функция нейната обратна функция дава съответния хиперболичен ъгъл, например {\displaystyle \operatorname {arcsinh} (\sinh a)=a} и {\displaystyle \sinh(\operatorname {arcsinh} x)=x}. Хиперболичният ъгъл е дължината на дъга от единична хипербола {\displaystyle x^{2}-y^{2}=1}, измерена в лоренцова равнина (не дължината на хиперболичната дъга в евклидовата равнина), и два пъти площта на съответния хиперболичен сектор (аналогично при тригонометричните функции кръговият ъгъл е дължината на дъга от единичната окръжност в евклидовата равнина или два пъти площта на съответния кръгов сектор).
Хиперболичните функции се използват в изчисляването на ъгли и разстояния в хиперболичната геометрия, както и в решенията на различни линейни диференциални уравнения, на кубични уравнения или на уравнението на Лаплас в декартови координати, което играе важна роля в теориите на електромагнетизма, топлообмена и динамиката на флуидите и в специалната теория на относителността.